# Двадцать пять злотых (1828—1833)
Двадцать пять злотых 1828—1833 годов — золотые монеты номиналом в 25 злотых, выпускаемые Российской империей с 1828 по 1833 годы для обращения в Царстве Польском. Были введены после смерти Александра I и во время правления Николая I взамен предыдущих двадцати пяти злотых 1822—1825 годов. Были изъяты из обращения 1 мая 1847 года.

## Описание
Монета отчеканена из золота 916 пробы на диске диаметром 18,4 миллиметра и весом 4,91 грамма, гурт рифлёный, с буртиком. Согласно золотомонетной системе двадцать пять злотых Александра I основаны на кёльнской марке. Все монеты были выпущены Варшавским монетным двором общим тиражом в 2757 штук:
- 1828 год — 241 штука[6][7];
- 1829 год — 1500 штук[8][9];
- 1832 год — 152 штуки[10][11];
- 1833 год — 424 штуки[12][13].

По принятой в Польше и некоторых других странах десятибалльной шкале оценки степени редкости в зависимости от количества известных монет, двадцать пять польских злотых 1828—1833 годов имеют степень редкости R4 (чеканка 1829 и 1833 годов) и R5 (чеканка 1828 и 1833 годов).

### Аверс
На аверсе изображён профиль Александра I в лавровом венке, обращённый вправо, окружённый надписью ALEXANDER I CES. ROS. WSKRZESICIEL KRÓL. POLS. 1815 (с пол. — «Александр I Император Российский, воссоздатель королевства Польского 1815»).

### Реверс
На реверсе в центре монеты изображён номинал 25, под ним ZLO. POL. (с пол. — «польских злотых»). Ниже номинала — год выпуска, слева и справа дубовые ветви, соединяющиеся внизу над инициалами минцмейстера:
- «F» и «H» (Фридерик Гунгер) — для монет выпущенных в 1828—1829 годы;
- «K» и «G» (Кароль Гронау) — для монет выпущенных в 1832—1833 годы.

Надпись вдоль края монеты MIKOLAY I. CES. WSZ. ROSSYI KROL. POLSKI PANUJĄCY (с пол. — «Николай I Император всероссийский, Король польский правящий»).